# Saint John (Dominique)
Pour les articles homonymes, voir Saint-John.
Saint-John est l'une des dix paroisses de la Dominique.  Le chef-lieu de la Paroisse est Portsmouth (aussi appelée Grande Anse par la population locale), qui est la deuxième plus grande ville du pays avec 2 977 habitants.
St. John abrite la Ross University School of Medicine, une division de la American Ross University.
Principales attractions touristiques : Indian River (sur les rives de laquelle ont été tournées des scènes du film "Pirates des Caraïbes : Le Secret du coffre maudit") et le Cabrits National Park (531 hectares).

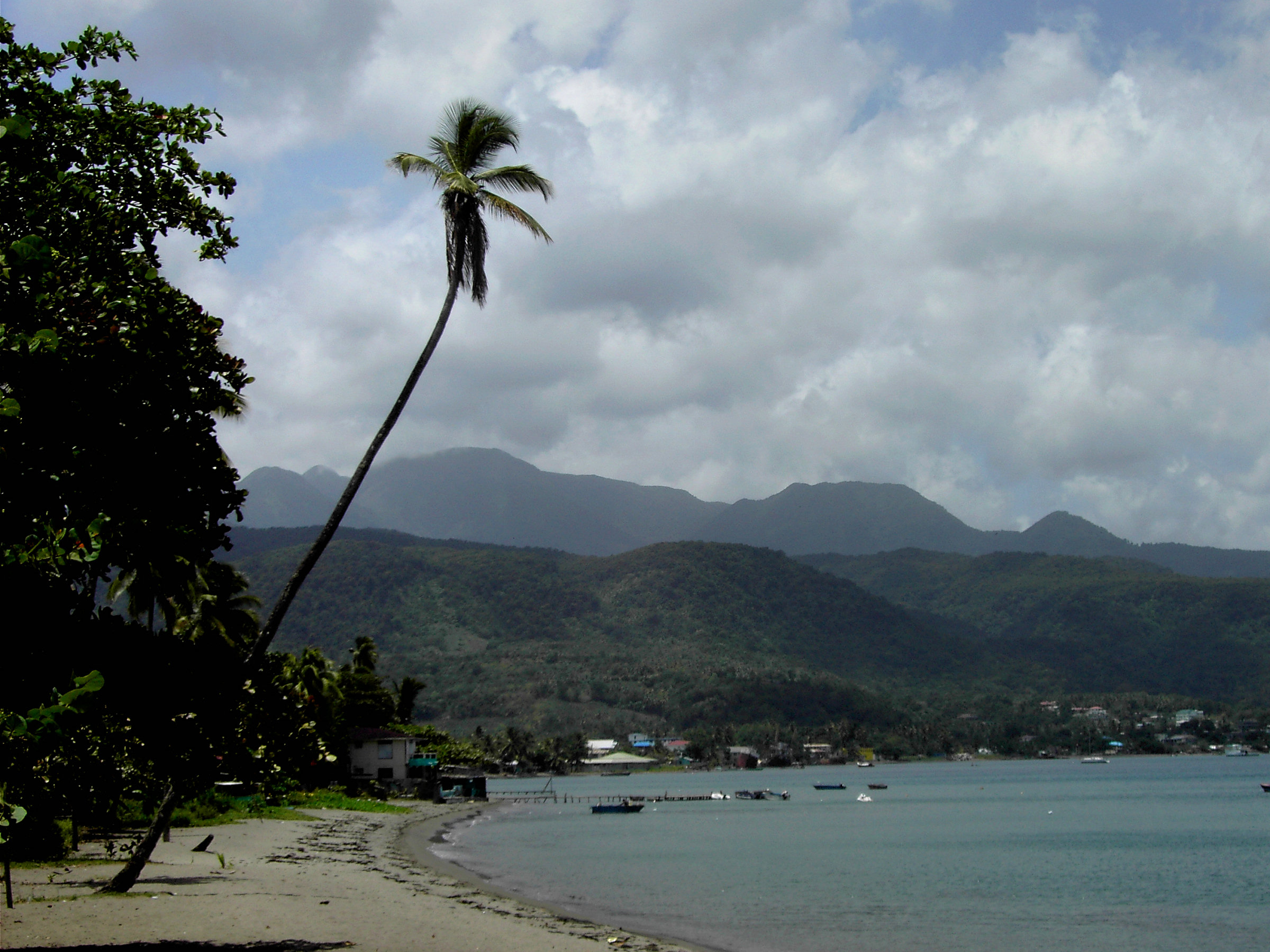
Baie de Prince Rupert, près de Portsmouth